# Heather Graham
Heather Graham (ur. 29 stycznia 1970 w Milwaukee w Wisconsin) – amerykańska aktorka telewizyjna i filmowa.

## Życiorys
Jej ojciec był agentem FBI, a matka autorką książek dla dzieci. Ma młodszą siostrę, Aimee, która również jest aktorką. Rzuciła studia by rozpocząć pracę jako aktorka filmowa. Przełomową w jej karierze była rola gwiazdki porno w filmie Boogie Nights (1997). W filmie Austin Powers: Szpieg, który nie umiera nigdy (1999) zagrała pierwszoplanową rolę Felicity Shagwell.

## Wybrana filmografia
- 1989: Narkotykowy kowboj (Drugstore Cowboy) jako Nadine
- 1991: Miasteczko Twin Peaks (Twin Peaks) jako Annie Blackburn
- 1993: I kowbojki mogą marzyć (Even Cowgirls Get the Blues) jako kowbojka Heather
- 1997: Boogie Nights (Boogie Nights) jako Rollergirl
- 1999: Austin Powers: Szpieg, który nie umiera nigdy (Austin Powers: The Spy Who Shagged Me) jako Felicity Shagwell
- 1999: Wielka heca Bowfingera (Bowfinger) jako Daisy
- 2001: Sidewalks of New York jako Annie Matthews
- 2001: Powiedz, że to nie tak (Say It Isn't So) jako Josephine Wingfield
- 2001: Z piekła rodem (From Hell) jako Mary Kelly
- 2002: Urok mordercy (Killing Me Softly) jako Alice
- 2002: Guru (The Guru) jako Sharonna
- 2003: Dwóch gniewnych ludzi (Anger Management) jako Kendra
- 2003: Miasto nadziei (Hope Springs) jako Mandy
- 2004: Błogosławiona (Blessed) jako Samantha Howard
- 2004: Bogaci bankruci (Arrested Development) jako Beth Baerly
- 2005: Ciasteczko (Cake) jako Pippa
- 2005: Hoży doktorzy (Scrubs) jako dr Molly Clock
- 2005: Maria (Mary) jako Elizabeth Younger
- 2006: Niespełnione pragnienia (The Oh in Ohio) jako Justine
- 2006: Gdy rozum mówi nie (Emily's Reasons Why Not) jako Emily Sanders
- 2006: Bobby jako Angela
- 2006: Rozterki Gray (Gray Matters) jako Gray Baldwin
- 2006: Poza kontrolą (Broken) jako Hope
- 2007: Przystanek Manhattan (Adrift in Manhattan) jako Rose Phipps
- 2007: Have Dreams, Will Travel jako ciocia Bena
- 2008: Zajście awaryjne (Miss Conception) jako Georgina Salt
- 2009: Kochanie, jestem w ciąży! (Angela Marks) jako Angela Marks
- 2009: Kac Vegas (The Hangover) jako Jade
- 2009: Boogie Woogie jako Beth Freemantle
- 2009: ExTerminators jako Alex
- 2010: Father of Invention jako Phoebe
- 2011: Latająca maszyna Chopina (The Flying Machine) jako Georgie
- 2011: 5 dni wojny (5 Days of War) jako Miriam Eisner
- 2011: Judy Moody and the Not Bummer Summer jako ciotka Opal
- 2011: Son of Morning jako Josephine Tuttle
- 2013: Kac Vegas III jako Jade
- 2014: Californication jako Julia
- 2023: Najlepsze święta w życiu jako Charlotte